# Francesca Calabrese
Francesca Calabrese (Busto Arsizio, 4 dicembre 1991) è un'attrice italiana.

## Carriera
Dopo una lunga carriera in campo pubblicitario che ha cominciato all'età di 8 anni, nel 2007 debutta come attrice in televisione.
Il suo 1° ruolo televisivo è stato nella sit-com di Disney Channel, Fiore e Tinelli, lo Spin-off di Quelli dell'intervallo nella quale interpreta il ruolo di Fiore Fiore, la vicina e migliore amica di Tinelli, interpretato da Matteo Leoni.  
Nel 2008 interpreta il ruolo di Maggie nella sit-com di DeA Kids, The Band, nella quale interpreta Maggie, la chitarrista e leader della band, della serie nel 2009 è stato tratto un album musicale Diario musicale - The Band, di cui Calabrese è una delle voci principali.
Nel 2014 recita nel film Maicol Jecson, diretto da Enrico Audenino, che parla di un ragazzino di nome Tommaso, ossessionato da Michael Jackson.
Nel 2022, recita nel cortometraggio Dear Love, insieme alla sua co-star di The Band, Alessandro Egger.

## Filmografia
- L'uomo in più - film (2001)
- Fiore e Tinelli - serie TV (2007-2009)
- The Band - serie TV (2008-2009)
- Maicol Jecson - film TV (2014)

### Cortometraggi
- Dear Love (2022)

## Programmi televisivi
- My Camp Rock - (2009)
- Disney Friends for Change - (2011)

## Discografia
- Diario musicale - The Band - (2009)